# 제3함대 (일본)
제3함대(일본어: 第三艦隊 다이 산 칸타이[*])는 일본 제국 해군의 함대 중 하나이다. 상설이었던 제1함대, 제2함대와는 달리 필요에 따라 편제되거나, 해산되는 특설 함대였기 때문에, 러일 전쟁에서 태평양 전쟁까지의 사이에 여섯 번에 걸쳐 편성과 해산을 반복했다.

## 역사

### 초대 (1903년 ~ 1905년)
제3함대가 신규 편성된 것은 1903년 12월 28일로 임시 편제되어 대본영 직할로 경계, 순찰을 담당하기 위해 노후함을 중심으로 편제되었다. 1904년 3월부터 연합함대에 편입되었다. 함대 작전을 상정하지 않은 오합지졸 부대를 위한 '해학적 함대'라는 야유를 받았지만, 육군 부대의 진저우 상륙 지원, 내항하는 발트 함대 탐지를 위한 인도차이나 수색, 그리고 쓰시마 해전 당일의 적정을 정찰 보고하여 일본의 승리에 크게 공헌했다. 사할린 전투의 상륙 지원 시 재편되었다. 1905년 12월 20일 연합함대 해산식과 동시에 해산되었다.

### 2대(1908년 ~ 1915년)
1905년 12월부터 본토에 제1함대, 제2함대를 상설하는 한편, 중국 대륙에는 일본인 보호를 명목으로 한 "남청함대"(南清艦隊)를 편성하고 파견했다. 이 남청함대를 개명한 것이 2세대의 제3함대이다. 이후 해외 파견 부대와 마찬가지로 사령부를 두지 않고, 지휘관은 사령관이고, 참모도 2명이기 때문에 참모장도 정해져 있지 않았다. 신해 혁명이 발발함에 따라 하천 포함을 크게 강화했다. 제1차 세계 대전이 발발하자 중화민국 정부는 중립을 선언했기 때문에 순양이 가능한 순양함은 일본으로 퇴각하고, 원양 능력이 없는 하천 포함은 상하이에 집결 후 무장이 해제되고, 제3함대는 해산되었다.

### 3대 (1915년 ~ 1922년)
제1차 세계 대전에 대응한 임전 편제로 남쪽으로 진출한 제2함대의 부재중 부대로 편제되었다. 따라서 세계 대전 초반에는 눈에 띄는 움직은 없었지만, 1917년 러시아 혁명이 일어나자, 러시아의 제압을 위해 연해주 방면에서 주력 부대가 되었다. 육군의 시베리아 출병에 대흥하여 선단 호위를 담당했다. 또한 니콜라옙스크 사건 발발 시 구호 부대를 파견했지만, 실패로 돌아갔다. 또한 미카사는 이 함대의 일원으로 진출했을 때 좌초 사고를 일으켰다. 제1차 세계 대전의 종결로 시베리아 출병의 중지, 워싱턴 해군 군축 회의에 따른 구식 전함의 폐기 등을 위해 해산했다.

### 4대 (1932년 ~ 1939년)
1932년 2월 2일, 노무라 기치사부로 중장이 함대사령관으로서 이끄는 제3함대는 제1견외함대, 제3전대, 제1수뢰전대, 제1항공전대를 편성하여 재소집되었다..
1933년 5월 20일에 시행된 함대평시편제표준에 의해, 제3함대는 제10전대, 제11전대, 제5수뢰전대로 재편성되었다. 4년 뒤의 1937년 7월에 일어난 중일 전쟁에 따라 증강되었다. 10월 20일, 제4함대가 재소집되고, 지나방면함대가 창설되자, 제3함대 사령관이 지나방면함대 사령관 직책을 겸임하였다. 이듬해년 1938년 2월 1일에 제5함대가 지나방면함대 소속 부대로서 창설되었다..
중일 전쟁 이외의 사태에 대응하기 위해 3개 함대를 거느리는 지나방면함대를 축소하게 되면서, 중국 전구에 집중하도록 지나방면함대에 양쯔강 삼각주 지대에 제13전대, 상하이 특별근거지대 등의 부대가 전속하였다.
1939년 11월 15일, 제1견지함대로 개편성되었다.

## 지휘부

### 역대 사령장관
| 계급 | 성명              | 취임일           | 이임일           | 추가 설명                                                        |
| ---- | ----------------- | ---------------- | ---------------- | ---------------------------------------------------------------- |
| 중장 | 가타오카 시치로   | 1903년 12월 28일 | 1905년 12월 20일 | 러일 전쟁, 함대 해체                                             |
| 소장 | 데라가키 이조     | 1908년 12월 24일 | 1910년 11월 31일 | 남청함대에서 개명됨 및 남청함대 사령관에서 유임                  |
| 소장 | 가와시마 레이지로 | 1910년 12월 1일  |                  |                                                                  |
| 소장 | 나와 마타하치로   | 1912년 4월 20일  |                  |                                                                  |
| 소장 | 쓰치야 미쓰카네   | 1914년 3월 25일  |                  |                                                                  |
| 중장 | 다카라베 다케시   | 1915년 2월 5일   | 1915년 12월 25일 | 함대 해체                                                        |
| 중장 | 무라카미 가쿠이치 | 1915년 12월 13일 | 1917년 4월 6일   |                                                                  |
| 중장 | 아리마 료키쓰     | 1917년 4월 6일   |                  |                                                                  |
| 중장 | 구로이 데이지로   | 1918년 12월 1일  |                  |                                                                  |
| 중장 | 노마구치 가네오   | 1919년 12월 1일  |                  |                                                                  |
| 중장 | 오구리 고자부로   | 1920년 12월 1일  |                  |                                                                  |
| 중장 | 스즈키 간타로     | 1921년 12월 1일  |                  |                                                                  |
| 중장 | 나카노 나오에     | 1922년 7월 27일  | 1922년 12월 1일  | 함대 해체                                                        |
| 중장 | 노무라 기치사부로 | 1932년 2월 2일   |                  |                                                                  |
| 중장 | 사콘지 세이조     | 1932년 6월 28일  |                  |                                                                  |
| 중장 | 요나이 미쓰마사   | 1932년 12월 1일  |                  |                                                                  |
| 중장 | 이마무라 노부지로 | 1933년 9월 15일  |                  |                                                                  |
| 중장 | 햐쿠다케 겐고     | 1934년 11월 15일 |                  |                                                                  |
| 중장 | 오이카와 고시로   | 1935년 12월 1일  |                  |                                                                  |
| 중장 | 하세가와 기요시   | 1936년 12월 1일  | 1938년 4월 24일  | 지나방면함대로 전속 1937년 10월 20일, 지나방면함대 사령장관 겸임 |
| 중장 | 오이카와 고시로   | 1938년 4월 25일  | 1939년 11월 15일 | 지나방면함대 사령장관 겸임 제1견지함대로 개명됨.                 |
| 중장 | 다케하시 이보     | 1941년 4월 10일  | 1942년 3월 10일  | 개명후에도 유임                                                  |
| 중장 | 나구모 주이치     | 1942년 7월 14일  |                  |                                                                  |
| 중장 | 오자와 지사부로   | 1942년 11월 11일 | 1944년 11월 15일 | 1944년 3월 1일, 제1기동함대 사령장관 겸임 함대 해체              |

### 역대 참모장
| 계급 | 성명              | 취임일           | 이임일           | 추가 설명                                                      |
| ---- | ----------------- | ---------------- | ---------------- | -------------------------------------------------------------- |
| 대좌 | 나카무라 시즈카   | 1903년 12월 28일 | 1905년 1월 11일  | 러일 전쟁                                                      |
| 대좌 | 사이토 고시       | 1905년 1월 12일  | 1905년 11월 2일  | 러일 전쟁, 함대 해산                                           |
| 소장 | 시마다 시케타로   | 1932년 2월 2일   |                  |                                                                |
| 대좌 | 이이다 히사쓰네   | 1913년 9월 13일  | 1914년 5월 27일  |                                                                |
| 중좌 | 요시카와 안페이   | 1914년 8월 8일   |                  |                                                                |
| 소장 | 다카키 시치타로   | 1915년 12월 13일 | 1916년 4월 1일   |                                                                |
| 대좌 | 히라가 도쿠타로   | 1916년 4월 1일   | 1917년 3월 19일  | 대리(心得) 1916년 4월 1일 ~ 8월 1일                            |
| 대좌 | 이이다 히사쓰네   | 1917년 3월 19일  | 1917년 12월 1일  |                                                                |
| 소장 | 사이토 시치고로   | 1917년 12월 1일  |                  |                                                                |
| 소장 | 후루카와 신자부로 | 1918년 12월 1일  |                  |                                                                |
| 소장 | 우치다 도라사부로 | 1919년 6월 10일  |                  |                                                                |
| 소장 | 다구치 히사모리   | 1920년 11월 20일 |                  |                                                                |
| 소장 | 고마쓰 나오키     | 1921년 12월 1일  | 1922년 12월 1일  | 함대 해산                                                      |
| 소장 | 기쿠노 시게루     | 1932년 6월 28일  |                  |                                                                |
| 소장 | 미쓰이 세이사부로 | 1933년 4월 1일   |                  |                                                                |
| 소장 | 다카스 시로       | 1933년 11월 15일 |                  |                                                                |
| 소장 | 곤도 에이지로     | 1934년 11월 15일 |                  |                                                                |
| 소장 | 이와무라 세이이치 | 1935년 12월 2일  |                  |                                                                |
| 소장 | 스기야마 로쿠조   | 1936년 11월 16일 |                  | 1937년 10월 20일, 지나방면함대 창설됨 지나방면함대 참모장 겸임 |
| 소장 | 구사카 진이치     | 1938년 4월 25일  |                  | 지나방면함대 참모장 겸임                                       |
| 소장 | 이노우에 나루미   | 1939년 10월 23일 | 1939년 11월 15일 | 지나방면함대 참모장 겸임, 제1견지함대로 개명됨                 |
| 소장 | 나카무라 도시히사 | 1941년 4월 10일  | 1942년 3월 10일  | 태평양 전쟁 부대 개명후에도 유임                               |
| 소장 | 구사카 류노스케   | 1942년 7월 14일  |                  | 태평양 전쟁                                                    |
| 소장 | 야마다 사다요시   | 1942년 11월 23일 |                  | 태평양 전쟁                                                    |
| 소장 | 고무라 게이조     | 1943년 12월 6일  | 1944년 10월 1일  | 태평양 전쟁 1944년 3월 1일, 제1기동함대 참모장 겸임            |
| 소장 | 기무라 스에오     | 1944년 10월 2일  | 1944년 11월 15일 | 태평양 전쟁 제1기동함대 참모장 겸임 함대 해체                  |

## 전투 서열

### 러일 전쟁
사할린 전투
- 제5전대: 이쓰쿠시마, 하시다테, 마쓰시마, 젠유안
- 제6전대: 이즈미, 스마, 아키쓰시마, 치요다
- 제7전대: 후소, 핑유안, 카이몬, 반조, 조카이, 아타고, 지유안, 추쿠시, 마야, 우지
- 부속: 도요하시, (가장순양함) 아리아케마루, 아메리카마루

### 남청함대
- 방호순양함
  - 니이타카
  - 쓰시마
  - 이즈미
- 포함
  - 스미다
  - 후시미

### 1915년 12월 25일
- 제5전대: 이쓰쿠시마, 히젠, 시키시마
- 제6전대: 쓰시마, 니이타카, 아키쓰시마, 아카시
- 제3수뢰전대: 아사히
  - 제5구축대
  - 제14구축대

### 중일 전쟁

#### 제1차 상하이 사변 이후
- 직속: 이즈모, 노토로, 상하이 해군특별육전대
- 제1견외함대: 히라토, 덴류, 쓰시마, 도키와, 아타카, 우지, 후시미, 스미다, 세타, 히라, 호즈, 가타타, 도바, 아타미, 후타미, 우라카제
  - 제24구축대: 모모, 가시, 히노키, 야나기
- 제2견외함대: 구마, 야쿠모
  - 제13구축대: 와카타케, 구레타케, 사나에, 사와라비
  - 제16구축대: 아사가오, 유가오, 후요, 가루카야
- 제3전대: 나카, 아부쿠마, 유라
- 제1수뢰전대: 유바리[fn 1]
  - 제22구축대: 사쓰키, 미나즈키, 후미즈키, 나가쓰키
  - 제23구축대: 기쿠즈키, 미카즈키, 모치즈키, 유즈키
  - 제30구축대: 무쓰키, 기사라기, 야요이, 우즈키
- 제1항공전대: 카가, 호쇼[fn 1]
  - 제2구축대: 미네카제, 사와카제, 야카제, 오키카제

#### 1937년 4월 1일
지나사변 직전
- 제10전대: 해방함 이즈모, 경순 (덴류, 다쓰타)
- 제11전대:
  - 포함(아타카, 도바, 세타, 가타타, 히라, 호즈, 아타미, 후타미)
  - 부설함(야에야마, 구리)
  - 구축함(쓰가, 하스)
- 제五수뢰전대: 기함 유바리
  - 제13구축대: 사나에, 구레타케, 와카타케
  - 제16구축대: 가루카야, 후요, 유가오, 아사가오
- 부속: 포함 사가, 제1소해대

#### 지나 사변 이후
- 제9전대[fn 2][5]
  - 중순양함 묘코, 경순양함 다마
- 제3수뢰전대; 1937년 7월 28일 전속
  - 경순기타가미
  - 제23구축대: 기쿠즈키, 미카즈키 , 모치즈키 , 유즈키
  - 제1수뢰대: 오토리, 히요도리, 하야부사, 가사사기
  - 제21수뢰대: 지도리, 마나즈루, 도모즈루, 하쓰카리
- 제3항공전대[fn 3]
  - 수상기모함가모이
  - 제28구축대: 아사나기, 유나기

### 1941년 4월 10일
- 제16전대: 나가라(함대 기함)[13], 구마
- 제17전대: 부설함이쓰쿠시마, 야에야마
- 제5수뢰전대: 경순양함나토리
  - 제5구축대: 아사카제, 하루카제, 마쓰카제, 하타카제
  - 제22구축대: 사쓰키, 미나즈키, 후미즈키, 나가쓰키
- 제12항공전대: 수상기모함 노토로, 특설수상기모함 가미카와마루
- 제1근거지대
  - 급설망함 시라타카, 하쓰타카, 와카타카
  - 제1소해대: 제1호 소해정, 제2호 소해정, 제3호 소해정, 제4호 소해정, 제5호 소해정, 제6호 소해정
  - 제21소해대: 제7호소해정, 제8호 소해정, 제9호 소해정, 제10호 소해정, 제11호 소해정, 제12호 소해정
  - 제1구잠대: 제1호 구잠정, 제2호 구잠정, 제3호 구잠정
  - 제11구잠대: 제7호 구잠정, 제8호 구잠정, 제9호 구잠정
  - 제51구잠대: 특설구잠정 2척, 특설포획망정 1척
  - 제52구잠대: 특설구잠정 2척, 특설포획망정 1척
  - 제1포함대: 특설포함 겸 부설함 4척
  - 특설운송함: 이쿠시마마루, 묘코마루, 기미시마마루, 햐쿠산마루
  - 제1방비대
  - 제1통신대
  - 제1항무부
- 제2근거지대
  - 제11소해대: 제13호 소해정, 제14호 소해정, 제15호 소해정, 제16호 소해정
  - 제21구잠대: 제4호 구잠정, 제5호 구잠정, 제6호 구잠정
  - 제31구잠대: 제10호 구잠정, 제11호 구잠정, 제12호 구잠정
  - 제2포함대: 특설포함 겸 부설함 5척
  - 제3포함대: 특설포함 4척
  - 제3소해대: 특설소해정 6척
  - 제4소해대: 특설소해정 6척
  - 특설부설함 2척
  - 특설급설망함 2척
  - 특설운송함: 하코자키마루, 겐슈마루, 이즈미마루
  - 제2방비대
  - 제2통신대
  - 제2항무부

- 제6잠수전대: 잠수모함 조게이[fn 4][15]
  - 제9잠수대: 이23, 이124
  - 제13잠수대: 이121, 이122

7월 1일, 제12항공전대의 '노토로'가, 특설수상기모함 후지카와마루와 교대하였다.

### 태평양 전쟁
- 일본 제국 해군의 전투 서열 (1941년 12월 10일)#제3함대
- 일본 제국 해군의 전투 서열 (1942년 7월 14일)#제3함대
- 일본 제국 해군의 전투 서열 (1943년 4월 1일)#제3함대
- 일본 제국 해군의 전투 서열 (1944년 4월 1일)#제3함대
- 일본 제국 해군의 전투 서열 (1944년 8월 15일)#제3함대

#### 1941년 12월 8일
필리핀 부대
- 제16전대: 아시가라, 나가라, 구마
- 제5전대: 묘코. 나치, 하구로
- 제2수뢰전대: 진쓰
  - 제15구축대: 나쓰시오, 오야시오, 구로시오, 하야시오
  - 제16구축대: 유키카제, 도키쓰카제, 아마쓰카제, 하쓰카제
- 제4수뢰전대: 나카
  - 제2구축대: 시구레, 사미다레, 하루사메, 유다치
  - 제9구축대: 아사구모, 미네구모, 나쓰구모, 야마구모
  - 제24구축대: 우미카제, 가와카제, 야마카제, 스즈카제
- 제5수뢰전대: 나토리
  - 제5구축대: 아사카제, 하루카제, 마쓰카제, 하타카제
  - 제22구축대: 사쓰키, 미나즈키, 나가쓰키, 후미즈키
- 제4항공전대: 류조, 시오카제
- 제10항공전대
  - 수상기모함 지토세, 미즈호
- 제17전대: 부설함(이쓰쿠시마, 야에야마)
- 제1근거지대
  - 부설함(시라타카, 아오타카)
  - 제21소해대
  - 제1, 2구잠대
  - 제1포함대
  - 제51, 52구잠대
  - 제1통신대
  - 제11방비대
- 제2근거지대
  - 부설함 와카타카, 특설수상기모함 사누키마루
  - 제21수뢰대: 지도리, 하쓰카리, 마나즈루, 도모즈루
  - 제11, 30소해대
  - 제21, 31구잠대
  - 제2포함대
  - 제53, 54구잠대
  - 제2통신대
  - 제2방비대
- 제32특별근거지대
- 구레 진수부
  - 제1, 2특별육전대
- 사세보 진수부
  - 연합특별육전대
  - 제1특별육전대

#### 1944년 3월 1일
제1기동함대 신편시
- 제1항공전대: 쇼카쿠, 즈이카쿠, 즈이호
- 제2항공전대: 준요, 히요, 류호
- 제3전대: 곤고, 하루나
- 제7전대: 구마노, 스즈야, 도네, 지쿠마
- 제10전대: 야하기
  - 제4구축대: 노와키, 야마구모, 미치시오
  - 제10구축대: 아키구모, 가자구모, 아사구모
  - 제16구축대: 유키카제, 아마쓰카제
  - 제17구축대: 우라카제, 이소카제, 다니카제, 하마카제
  - 제61구축대: 아키쓰키 , 스즈쓰키 , 하쓰쓰키 , 와카쓰키
- 부속: 지토세, 모가미, 오요도

## 기록

### 소속
- 연합함대, 1903년
- 제1기동함대, 1944년 3월 1일

### 참전
- 러일 전쟁
  - 사할린 전투
- 중일 전쟁
  - 신해 혁명
  - 제1차 상하이 사변
- 태평양 전쟁
  - 필리핀해 해전
  - 레이테만 전투

## 참고

### 인용
1. ↑  戦史叢書72 1974, 188쪽제3함대の編成と派遣陸軍部隊の護衛, 上陸掩護
2. ↑  戦史叢書91 1975, 251–253쪽昭和六年度 ― 満州, 上海事変と第3艦隊新編
3. ↑  戦史叢書91 1975, 256–258쪽艦隊平時編制標準改定と聯合艦隊の常設 ― 昭和八년
4. ↑  戦史叢書91 1975, 355–356쪽支那事変の大海令
5. 1 2  戦史叢書91 1975, 356–357쪽現地艦隊への増勢
6. 1 2 3 4 5 6  戦史叢書79 1975, 001b쪽付表第一
7. ↑  戦史叢書91 1975, 358b-359쪽.
8. ↑  戦史叢書91 1975, 359–360쪽支那事変に伴う戦時編制の発足 ― 昭和十二年十一月
9. 1 2  戦史叢書91 1975, 434쪽.
10. ↑  戦史叢書79 1975, 128–130쪽支那方面艦隊の改編(遣支艦隊の創設)
11. ↑  戦史叢書79 1975, 002a쪽付表第二(「中國方面海軍作戦<2>」)支那方面艦隊主要部隊指揮官一覧表
12. ↑  戦史叢書79 1975, 002b쪽付表第二
13. ↑  戦史叢書91 1975, 513b쪽.
14. ↑  戦史叢書24 1969, 99-101쪽.
15. 1 2  戦史叢書24 1969, 101쪽.

### 자료
- 총서: 戦史叢書
  - 防衛研究所戦史室 (1969). 《比島・マレー方面海軍進攻作戦》. 戦史叢書 (일본어) 24. 朝雲新聞社. ASIN: B000J9H8DO.
  - 防衛研修所戦史室 (1974년 3월). 《中國方面海軍作戦＜1＞ 昭和十三年三月以前》. 戦史叢書 (일본어) 72. 朝雲新聞社.
  - 防衛研究所戦史室 (1975년 1월). 《中國方面海軍作戦＜2＞》. 戦史叢書 (일본어) 79. 朝雲新聞社.
  - 防衛研究所戦史室 (1975년 12월). 《大本營海軍部・連合艦隊＜1＞》. 戦史叢書 (일본어) 91. 朝雲新聞社.
- Nishida, Hiroshi. “일본 제국 해군”. 2013년 1월 30일에 원본 문서에서 보존된 문서. 2007년 8월 25일에 확인함.
- Wendel, Marcus. “Axis 역사 데이터베이스”. 2007년 8월 25일에 확인함.